# Comtat de Kildare
El Comtat de Kildare (gaèlic irlandès: Cill Dara) és un comtat de la República d'Irlanda situat al sud-oest del Comtat de Dublín, en la província de Leinster. El seu nom, en irlandès vol dir església (Cill) dels roures (Dara) i li ve donat per la ciutat de Kildare. La capital és Naas. Està rodejat pels comtats de Carlow, Laois, Meath, Offaly, Dublín i Wicklow. És un territori força pla i el punt més alt és el Cupidstown Hill, al costat de la frontera amb el comtat de Dublín.

## Ciutats
- Allen
- Allenwood
- Ardclough
- Athy
- Ballitore
- Ballymore Eustace
- Calverstown
- Caragh
- Carbury
- Castledermot
- Clane
- Coill Dubh
- Celbridge
- Derrinturn
- Eadestown
- Hawkfield
- Johnstown
- Kilberry
- Kilcock
- Kilcullen
- Kildangan
- Kill
- Kilmead
- Kilmeage
- Kilteel
- Kildare
- Leixlip
- Lullymore
- Maynooth
- Milltown
- Moone
- Monasterevin
- Narraghmore
- Nurney
- Naas
- Newbridge
- Prosperous
- Rathangan
- Robertstown
- Sallins
- Straffan
- Staplestown
- Suncroft
- Timolin

## Situació de l'irlandès
Hi ha 4.491 parlants d'irlandès al comtat de Kildare; 2.451 estudien a les 7 Gaelscoils (escoles primàries) i una Gaelcholáiste (secundària en irlandès). Segons el cens de 2006 2.040 persones del comtat s'identifiquen com a parlants d'irlandesos al marge del sistema educatiu.

## Personatges il·lustres
- John Devoy, fenià
- Liam O'Flynn, músic
- Arthur Guinness, cerveser

## Galeria d'imatges

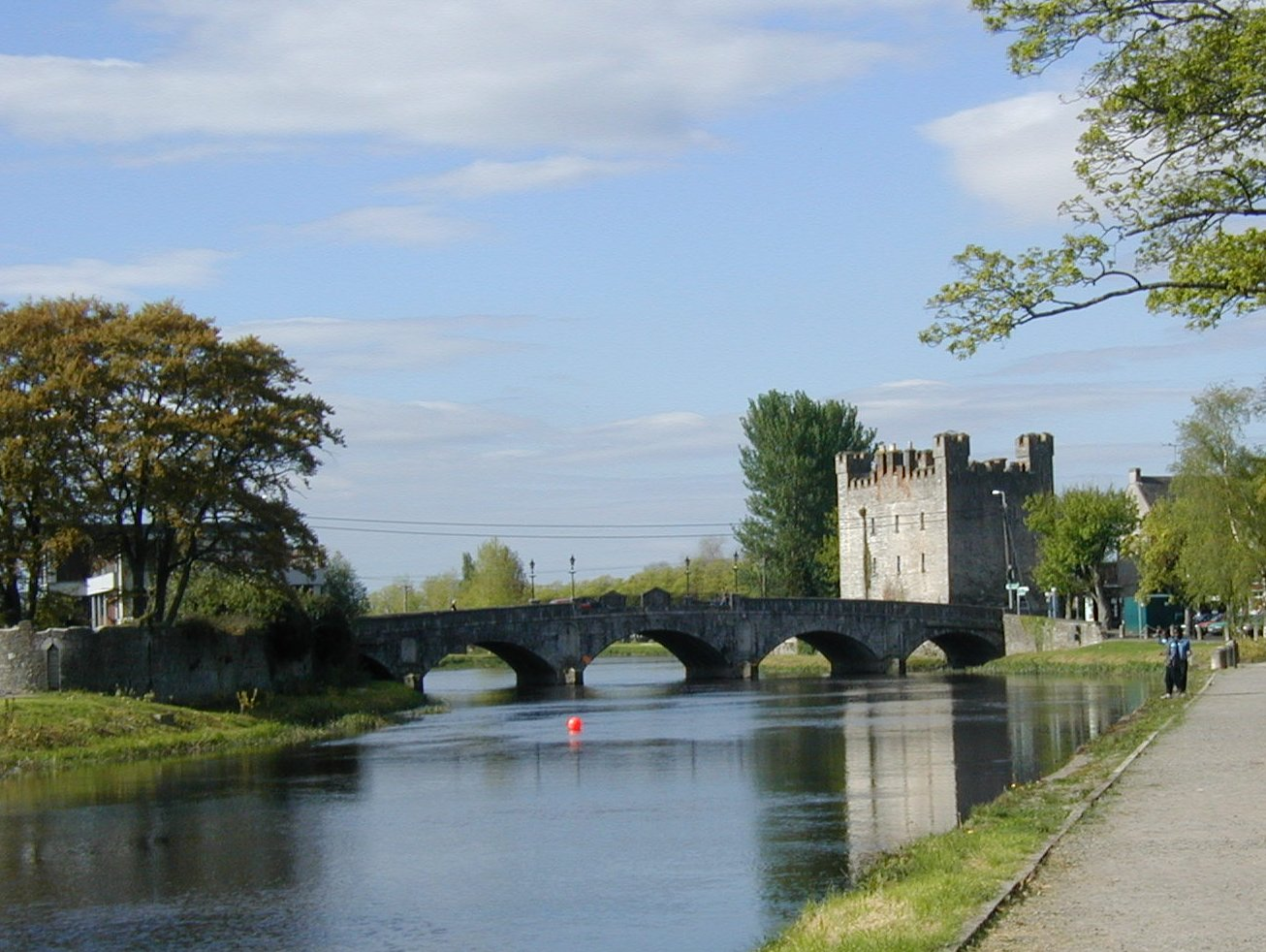
Pont sobre el Barrow i castell White
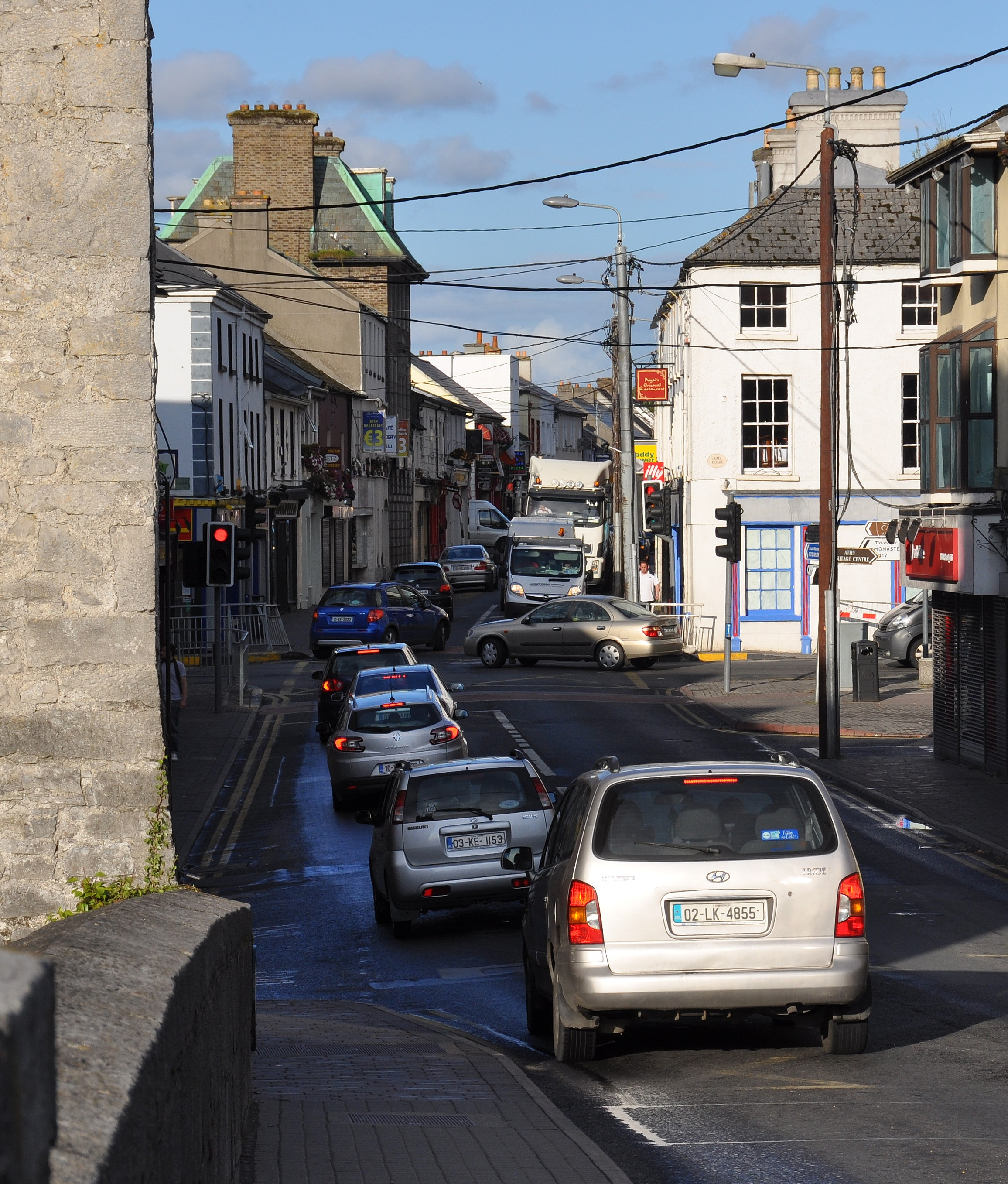
Carrer d'Athy
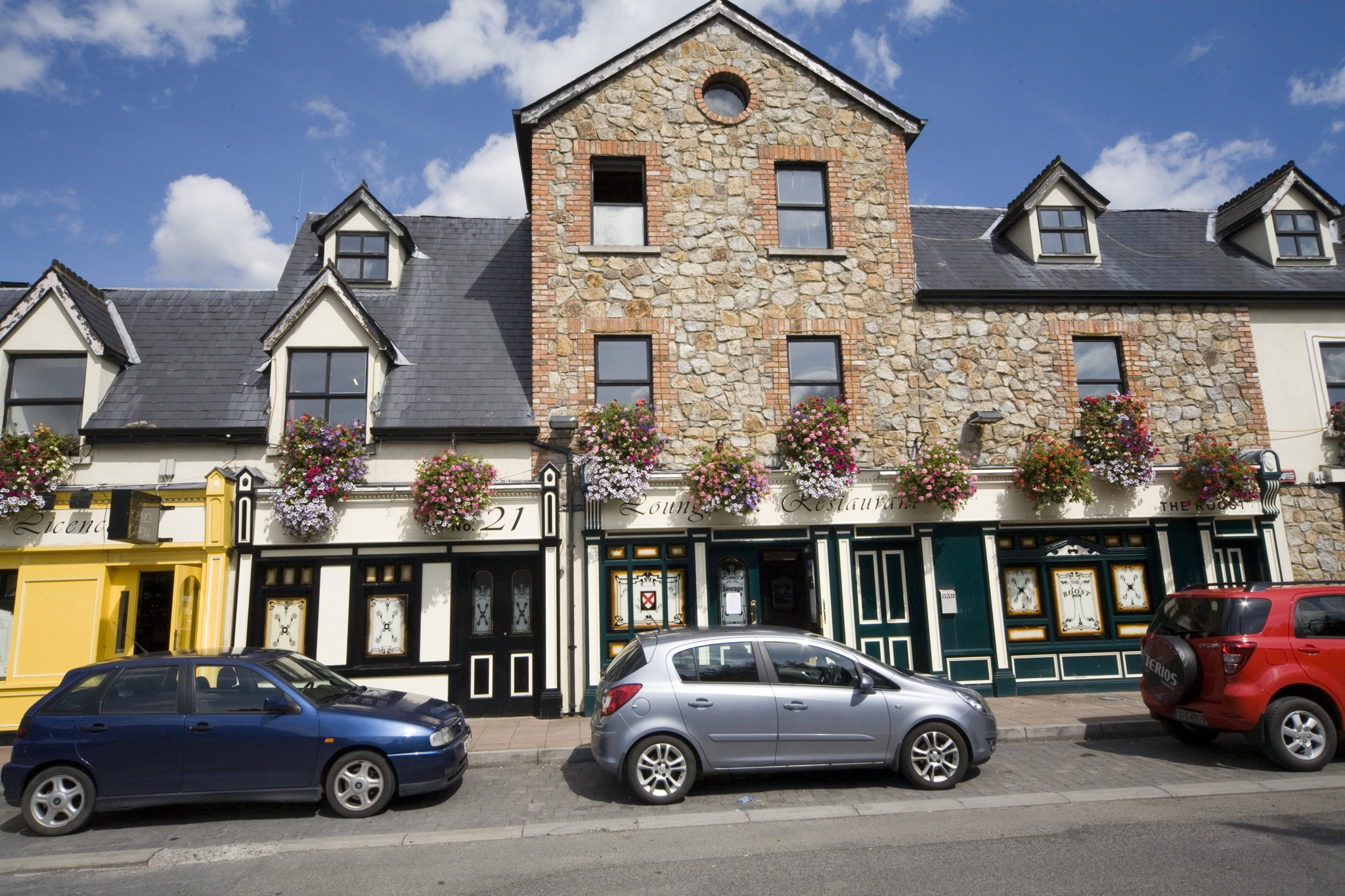
Maynooth

## Agermanaments
- Deauville
- Lexington (Kentucky)